# Primera División de Costa Rica 1946
Die Saison 1946 war die 26. Spielzeit der Primera División de Costa Rica, der höchsten costa-ricanischen Fußballliga. Es nahmen sieben Mannschaften teil. La Libertad gewann zum 6. Mal in der Vereinsgeschichte die Meisterschaft.

## Austragungsmodus
- Die sieben teilnehmenden Mannschaften spielten in einer Einfachrunde (nur Hinspiel) im Modus Jeder gegen Jeden den Meister aus.

## Endstand
| Pl.             | Verein                       | Sp. | S | U | N | Tore  | Diff. | Punkte |
| --------------- | ---------------------------- | --- | - | - | - | ----- | ----- | ------ |
| 01              | CS La Libertad               | 6   | 5 | 0 | 1 | 20:9  | 11    | 10     |
| 02              | CS Herediano                 | 6   | 4 | 1 | 1 | 17:11 | 6     | 9      |
| 03              | CF Universidad de Costa Rica | 6   | 2 | 2 | 2 | 14:15 | −1    | 6      |
| 04              | SG Española                  | 6   | 2 | 2 | 2 | 15:18 | −3    | 6      |
| 05              | CS Cartaginés                | 6   | 1 | 2 | 3 | 12:14 | −2    | 4      |
| 06              | LD Alajuelense (M)           | 6   | 1 | 2 | 3 | 7:11  | −4    | 4      |
| 07              | Orión FC                     | 6   | 0 | 3 | 3 | 9:16  | −7    | 3      |
| Stand: Endstand |                              |     |   |   |   |       |       |        |

## Pokalwettbewerbe

### Torneo Relámpago 1946
Das Torneo Relámpago 1946, in welchem ein Spiel nur 30 Minuten dauerte, wurde direkt vor dem Saisonstart mit allen Erstligamannschaften ausgetragen. Das Finale gewann Heredia mit 4:0 gegen die UCR.